# Sempre Xonxa
Siempre Xonxa (Sempre Xonxa, en su título original en gallego) es un largometraje dirigido por Chano Piñeiro y estrenado el 25 de noviembre de 1989. Fue el primer largometraje gallego rodado en 35 mm y junto con Urxa, de Carlos Piñeiro y Alfredo García Pinal, y con Continental, de Xavier Villaverde, la honra de ser una de las primeras películas de ficción gallega.

## Argumento
Sempre Xonxa es una película sobre las consecuencias emocionales de la emigración.
Dos niños, Pancho y Birutas, que viven plácidamente en la misma aldea, están platónicamente enamorados de Xonxa. Uno de ellos, El Birutas, tiene que emigrar, dejando a Xonxa y Pancho en la aldea. Cuando este regresa de la emigración, convertido en un hombre rico, descubre que Xonxa y Pancho se han casado.

## Reparto
- Uxía Blanco - Xonxa
- Miguel Ínsua - Birutas
- Xabier R. Lourido - Pancho
- Roberto Casteleiro - Caladiño
- Roberto Vidal Bolaño - D. Xosé Luís
- Rodrigo Roel - Don Camilo, el clérigo
- Rosa Álvarez - Rosa, madre de Pancho
- Loles León - Minga
- Aurora Redondo - Mamarosa
- Luchi Ramírez - hija de Xonxa de niña
- Xaime Nogueira - hijo de Xonxa de niño
- María Viñas - Xonxa adolescente
- Roberto Fernández - Pancho adolescente
- Manuel Alonso - Birutas adolescente

## Características
La historia abarca el período que va de 1947 a 1986, y se estructura en cuatro episodios, cada uno vinculado a una estación del año. La primavera corresponde a la infancia, el verano a la pubertad, el otoño a la madurez y a la forzada emigración, y el invierno a la vejez y al regreso.
Se trata de una película realista, aunque puede considerarse enmarcada dentro del realismo mágico propio de Álvaro Cunqueiro, destacando en este sentido al personaje de Caladiño, que se relaciona con la Galicia mágica y legendaria de los cuentos populares.
En la primera parte del film, aparece retratado el mundo de la aldea gallega durante el franquismo, al igual que ya había hecho Chano Piñeiro en Mamasunción.

## Producción
El guion de Sempre Xonxa conoció su primer borrador ya a finales de 1985, antes incluso que el rodaje de Esperanza. Chano Piñeiro encontró la inspiración en las historias de la emigración que había oído relatar en su Forcarey natal y en las aldeas de Rubillón y Baíste (Avión), en las que había grabado Mamasunción.
Tuvo hasta nueve versiones hasta llegar a la definitiva, en 1988. Entre versión y versión, Chano Piñeiro empezó a buscar las localización de la película: Santa Olaia de Valdeorras, llamada Trasdomonte en la ficción.
El rodaje comenzó en 1988, pero por motivos económicos y técnicos se demoró durante un año y medio. Fue estrenada en 1989, consiguiendo un gran éxito en los cines de Galicia. En el resto de España pasó completamente desapercibida, lo cual es fácilmente comprensible, debido a su temática centrada en la emigración del mundo rural gallego. A nivel internacional, ganó diversos premios y tuvo cierta vida comercial, especialmente en países donde la emigración gallega tenía presencia.
El papel de Xonxa fue interpretrado por Uxía Blanco, un papel que la colocaría como la actriz más importante del incipiente panorama audiovisual gallego. Miguel Ínsua encarnó a Birutas, y Xabier R. Lourido a Pancho. Una de las interpretaciones más destacables fue la de Roberto Vidal Bolaño como profesor de la escuela. También participaron en la película las actrices Aurora Redondo y Loles León, así como el fotógrafo Manuel Ferrol, que se interpretó a sí mismo y en el que Chano Piñeiro se apoyó para homenajear a los fotógrafos populares que retrataron la Galicia emigrante.
El rodaje de Sempre Xonxa estuvo lleno de dificultades. Chano Piñeiro esperaba contar con el apoyo del Ministerio de Cultura, el cual le negó hasta tres veces la subvención. Los problemas financieros complicaron la producción y debilitaron la salud del director. Solo se continuó cuando se consiguió el patrocinio de la Consellería de Cultura de la Junta de Galicia (se dice que gracias a la influencia de Xosé Luís Barreiro Rivas, vicepresidente del Gobierno gallego, amigo de Chano Piñeiro y natural de Forcarey, como él), de la Diputación de Pontevedra y de la Comisión del V Centenario del descubrimiento de América.
Aun así, su producción presentaba complejidades que Chano Piñeiro no había calculado correctamente. Para empezar, tuvo que alargar el rodaje más de lo necesario para poder rodar en las distintas estaciones del año. Además, su dominio sobre la producción cinematográfica aún no era suficiente como para afrontar la realización, lo que supuso más demoras.